# Communauté de communes des six villages
La communauté de communes des six villages est une ancienne communauté de communes française, située dans le département de la Haute-Saône en France.
Elle a fusionné avec d'autres intercommunalités pour former le 1er janvier 2014 la communauté de communes Terres de Saône.

## Historique
L'intercommunalité a été créée par une arrêté préfectoral du 31 décembre 1994.
Une première réflexion en vue de la fusion des trois petites intercommunalités  « Agir Ensemble », « Saône Jolie » et « des Six Villages » a été menée en 2006,, sans aboutir alors à une mise en œuvre.
L'article 35 de la loi n° 2010-1563 du 16 décembre 2010 « de réforme des collectivités territoriales » prévoit toutefois d'achever et de rationaliser le dispositif intercommunal en France, et notamment d'intégrer la quasi-totalité des communes françaises dans des EPCI à fiscalité propre, dont la population soit normalement supérieure à 5 000 habitants. 
Dans ce cadre, le schéma départemental de coopération intercommunale de 2011 a prévu la fusion des communautés de communes : 
- Agir ensemble ;  
- de la Saône jolie ;
- des six villages ;
et en y rajoutant les communes isolées de Bourguignon-lès-Conflans, Breurey-lès-Faverney et Vilory, afin de former une nouvelle structure regroupant 39 communes et environ 13 866 habitants.
Cette fusion est effective depuis le 1er janvier 2014 et a permis la création, à la place des intercommunalités supprimées, de  la communauté de communes Terres de Saône,.

## Territoire communautaire

### Composition
L'intercommunalité regroupait en 2013 les 6 communes suivantes pour une population totale sans double compte de 782 habitants (RGP 1999): 
- Flagy
- Neurey-en-Vaux
- La Villeneuve-Bellenoye-et-la-Maize
- Le Val-Saint-Éloi
- Varogne
- Vellefrie

## Organisation

### Siège
Le siège de la communauté de communes était en mairie de Flagy.

### Liste des présidents
L'intercommunalité était administrée par son conseil communautaire, constitué de délégués des  conseils municipaux de chaque commune membres.
| Période                                  | Période       | Identité       | Étiquette | Qualité                                                                                 |
| ---------------------------------------- | ------------- | -------------- | --------- | --------------------------------------------------------------------------------------- |
| Les données manquantes sont à compléter. |               |                |           |                                                                                         |
| ?                                        | décembre 2013 | Michel Cornuez |           | Maire de Flagy (2001 → ) Vice-président de la CC Terres de Saône (janvier → avril 2014) |

### Compétences
L'intercommunalité exerçait les compétences qui lui avaient été transférées par les communes membres, dans les conditions déterminées par le Code général des collectivités territoriales.

### Régime fiscal et budget
La Communauté de communes était un établissement public de coopération intercommunale à fiscalité propre.
Afin d'assurer la réalisation de ses compétences, la communauté de communes percevait une fiscalité additionnelle aux impôts locaux des communes, sans fiscalité professionnelle de zone et sans fiscalité professionnelle sur les éoliennes.
Afin de financer ce service, elle collectait une redevance d'enlèvement des ordures ménagères (REOM).